# And I Feel Fine... The Best of the I.R.S. Years 1982-1987
And I Feel Fine... The Best of the I.R.S. Years 1982-1987 är ett samlingsalbum med den amerikanska rockgruppen R.E.M., utgivet 2006. 
Två versioner av albumet gavs ut. Den första innehåller en skiva som sammanfattar gruppens år på skivbolaget I.R.S. Records, från debut-ep:n Chronic Town från 1982 till Document från 1987. Den andra innehåller utöver detta även en bonusskiva med outgivet material, alternativa tagningar, demos, liveversioner och annat.

## Låtlista
1. "Begin the Begin" - 3:29
2. "Radio Free Europe" - 4:06
3. "Pretty Persuasion" - 3:51
4. "Talk About the Passion" - 3:22
5. "(Don't Go Back To) Rockville" - 4:33
6. "Sitting Still" - 3:18
7. "Gardening at Night" - 3:29
8. "7 Chinese Bros." - 4:15
9. "So. Central Rain (I'm Sorry)" - 3:15
10. "Driver 8" - 3:23
11. "Can't Get There From Here" - 3:39
12. "Finest Worksong" - 3:48
13. "Feeling Gravitys Pull" - 4:51
14. "I Believe" - 3:49
15. "Life and How to Live It" - 4:08
16. "Cuyahoga" - 4:21
17. "The One I Love" - 3:17
18. "Welcome to the Occupation" - 2:47
19. "Fall on Me" - 2:51
20. "Perfect Circle" - 3:29
21. "It's the End of the World as We Know It (and I Feel Fine)" - 4:05

### Bonusskiva
1. "Pilgrimage" - 4:30
2. "These Days" - 3:25
3. "Gardening at Night" - 4:44
4. "Radio Free Europe" - 3:48
5. "Sitting Still" - 3:16
6. "Life and How to Live It" - 6:36
7. "Ages of You" - 3:48
8. "We Walk" - 3:17
9. "1,000,000" - 3:25
10. "Finest Worksong" - 3:47
11. "Hyena" - 2:50
12. "Theme From Two Steps Onward" - 4:37
13. "Superman" - 2:53
14. "All the Right Friends" - 3:53
15. "Mystery to Me" - 2:01
16. "Just a Touch" - 2:38
17. "Bad Day" - 3:03
18. "King of Birds" - 4:09
19. "Swan Swan H" - 2:43
20. "Disturbance at the Heron House" - 3:32
21. "Time After Time" - 3:31